# Компания (журнал)
«Компа́ния» — деловой журнал, одно из старейших деловых изданий в России, с более чем 20 летним присутствием на российском медиарынке.
Помимо журналистских расследований, экономических прогнозов и рейтингов, «Компания» известна своими ежегодными национальными премиями «Менеджер года» и «Компания года».

## История

### Начало (1997—2004)
Издание в жанре «деловая журналистика» создано было банкиром Александром Лебедевым и журналистом Андреем Григорьевым не в самое удачное время: в канун кризиса 1998 года. Журналист составил шорт-лист — у кого из олигархов СМИ не было. И выбрал владельца НРК. В своём интервью 2009 года Григорьев отметил, что ни сам Лебедев, ни топ-менеджеры НРК офис редакции не посещали, в отличие от Гусинского, «который несколько раз приезжал в газету „Сегодня“, например, или устраивал встречи у себя». И никогда у журналистов с владельцем не было конфликтов на почве редакционной политики.
Многие медиапроекты скончались в тот период. Но взвешенность и актуальность рекрутировали изданию читателя и лояльного рекламодателя.

Без конъюнктурной погони за сенсациями, руководствуясь респектабельным тезисом altissima quaeque flumina minimo sono labuntur («чем глубже река, тем меньше шума»), журнал компетентно информировал бизнес-сообщество и «интересующегося» дилетанта о том, что происходит в легких любого общественного организма — то есть о бизнесе, которым в той или иной степени (покупая продукты в магазине или качая нефть) живёт каждый из нас.

### Мероприятия
Значительную роль в продвижении еженедельника на медиарынке играли проводимые редакцией мероприятия: ежегодные национальные премии «Менеджер года» и «Компания года». Торговая марка последней была на протяжении многих лет причиной конфликта между владельцами журнала и РБК.

### Переходный период (2005)
После событий в Беслане главный редактор выступил с резкой критикой властей в своей авторской колонке. По мнению экспертов (включая The Times) это вызвало негативную реакцию и журналиста попытались уволить:

Андрей Григорьев настаивает, что НРК (Издательская группа «Национальная резервная корпорация») не может законным образом уволить его. По его мнению, причиной намерения НРК является либо то, что владельцы выполняют требование Кремля подавить критику в прессе, либо потенциальный покупатель использует наступление на прессу в интересах своего бизнеса. В любом случае этот скандал свидетельствует о растущем давлении на независимую прессу после бесланской трагедии, заявил Григорьев в интервью изданию. Григорьев опубликовал статью, в которой он подверг критике спецслужбы, не сумевшие предотвратить кровавую драму в Беслане. «Путин, вероятно, искренне пытается укрепить порядок и удвоить экономику, но он делает это методами, которым он научился в КГБ, методами тоталитарного режима прошлого века», — написал он. Как заявил журналист в интервью The Times, это была первая статья в журнале с критикой Кремля.

Тогда же было совершенно несколько нападений на журналистов издания.

### В составе ИДР
В июне 2005 года Издательский дом Родионова купил бренд «Компания» после урегулирования конфликтов между предыдущими собственниками.

Переговоры о приобретении контрольного пакета ИД «Курьер», издающего журналы «Компания» и «Под градусом», ИД Родионова вёл больше года. До недавнего времени 68 % ИД «Курьер» принадлежало НРБ, а 32 % — Андрею Григорьеву. Продаже журнала мешали разногласия между его акционерами — владельцем НРБ Лебедевым и господином Григорьевым. Последний зарегистрировал товарный знак «Компания» на собственное ООО «Редакция 'Компания'-ДЕ». ИД Родионова отказывался покупать «Курьер» без прав на товарный знак «Компания». Однако в начале 2005 года акционеры «Курьера» договорились, что Лебедев выходит из акционеров в обмен на денежную компенсацию.

Возглавил журнал журналист Евгений Додолев, до этого возглавлявший деловой журнал «Карьера» этого же издательства (ИДР) и совмещавший эту работу с деятельностью директора по развитию. Новый руководитель в течение полугода уволил самых квалифицированных и компетентных сотрудников издания, мотивируя эти кадровые перестановки контекстом функционирования коллектива в организации, где уже существовало на тот момент два других деловых еженедельника — «Профиль» и «BusinessWeek Russia». Увольнение десятков штучных специалистов вызвало реакцию в блогосфере и на медиарынке.
Главный редактор рекрутировал для новой линейки колумнистов именитых журналистов, таких как Дмитрий Быков и Михаил Леонтьев, респектабельных кинокритиков Марину Леско и Кирилла Разлогова, известных политиков Мартина Шаккума и Гейдара Джемаля.
Как заметил Евгений Додолев в юбилейном номере, посвященном десятилетию журнала:

Ведь идеологический контекст является необходимым штрихом к бизнес-портрету времени, что талантливые «родители» журнала чётко уловили. Как и многое другое — тональность, объём, рубрикатор, стиль издания. Поэтому «Компания» заняла достойное место в медиасообществе.

В 2008 году Евгений Додолев предложил экс-главе журнала Андрею Григорьеву выступать в качестве колумниста. Однако после ухода Додолева с руководящих должностей ИДР и публикации очередной критической колонки в феврале 2009 года, институт колумнистов в издании был де-факто упразднен.
По итогам 2008 года журнал получил премию «Обложка года».
Георгий Бовт, на должность (главного редактора журнала «Профиль») которого Додолев поставил Михаила Леонтьева, скептически отзывался о методах работы своего коллеги: «Журнал „Компания“ был епархией такого деятеля, как Евгений Додолев».
После ухода главного редактора (в начале 2009 года) журнал «Компания» сменил дизайн обложки и макет: на фронтальных страницах издания — шаржи известных бизнесменов и участников рынка. Изменилась и концепция: стало больше новостей, в том числе и зарубежных, инфографики, экспертных оценок и суждений, журналистских расследований.
Ребрендинг привёл к существенному (вдвое) падению рейтинга: с 50,5 тысяч в декабре 2008 — апреле 2009 года до 25,7 тысяч в марте-июле 2010 года(Average Issue Readership — AIR: усреднённое количество читателей одного номера издания). К началу 2011 года рейтинг снизился вообще до рекордно низкого показателя в группе еженедельных журналов — 10,6 тысяч, тем самым упав в пять раз за два года.
В марте 2017 года журнал приостановил выход; это произошло на фоне ареста гендиректора Издательского дома «ИДР-Формат» Евгения Фельдмана в связи с обвинениями о вымогательстве со стороны представителей группы «Сумма» Зиявудина Магомедова, обеспокоенных готовящимся расследованием в журнале «Компания».
В январе 2019 года уголовное дело в отношении Евгения Фельдмана было закрыто за отсутствием состава преступления.
Следствие на основании проведенной лингвистической экспертизы не обнаружило в записях переговоров с представителями «Суммы» требований о передаче денег, а, более того, усмотрело в словах советника президента «Суммы» Константина Панина элементы провокации.
Отдельно в решении следователя было отмечено, что Евгений Фельдман и заместитель главного редактора журнала «Компания» Андрей Красавин имеют право на реабилитацию.
Пока шло расследование, суд арестовал самого владельца группы «Сумма» Зиявудина Магомедова, его брата Магомеда Магомедова и близких к ним лиц за организацию преступного сообщества (ч. 1 ст. 210) и за хищение путем мошенничества (ч. 4 ст. 159).

### Перезапуск
В июле 2019 года у издания произошла смена собственника — владельцами журнала «Компания» стали медиатехнологи Денис Прокопенко и Татьяна Алексеева (у каждого по 40 %). Главный редактор журнала Милана Давыдова также стала совладельцем издания и получила долю в 20 % .
В ноябре 2019 года «Компания» возобновила свою деятельность , был проведён ребрендинг и начал работать обновлённый сайт. В марте 2020 года планировался выход печатной версии издания.
Редакцию заново запущенного издания до ноября 2020 года возглавляла Милана Давыдова, которая до 2017 года была главным редактором издания, а прежде с 2006 года занимала пост шеф-редактора журнала и и. о. главного редактора журнала.
С ноября 2020 года по сентябрь 2022 года главным редактором журнала являлся Денис Прокопенко, выступая затем как «издатель журнала». С сентября 2022 года по июнь 2024 года этот пост занимала Татьяна Алексеева. В раскладе собственников также произошли изменения. С декабря 2020 года Алексеева и Прокопенко владели 40 % и 60 % долей ООО "Журнал «КО» соответственно.
В 2024 году Денис Прокопенко и Татьяна Алексеева покинули все посты в журнале, а с ноября 2024 года генеральным директором ООО "Журнал «КО» стал Святослав Алексеев, брат Татьяны, который также выступает владельцем 100 % долей ООО.
После перезапуска изданию удалось сохранить отдельных представителей старой команды. Кроме того, в коллектив пришли молодые интересные авторы. Главное направление журнала сохранилось: разбор деловых кейсов, публикация собственных рейтингов и острые расследования.

## Обыски
22 мая 2024 года в редакции журнала прошли следственные действия, была изъята вся компьютерная техника. По словам собеседника РИА Новости, обыски связаны с расследованием уголовного дела о вымогательстве у топ-менеджера «Ростеха» Василия Бровко. Позднее стало известно, что у правоохранительных органов нет претензий к журналу и коллективу редакции. Источник РБК связывает обыски с делом администраторов телеграм-канала «Адские бабки». Несмотря на это, с 2024 года Татьяна Алексеева и Денис Прокопенко покинули Россию.

## Менеджмент
| Издатель (Издательский дом)         | Главный редактор                                             | Период      |
| ----------------------------------- | ------------------------------------------------------------ | ----------- |
| Издательский дом «Курьер»           | Андрей Григорьев                                             | 1998—2005   |
| Издательский дом Родионова          | Евгений Ю. Додолев                                           | 2005—2009   |
| Издательский дом Родионова          | Александр Зотиков / и. о. главного редактора Милана Давыдова | 2009—2016   |
| Издательский дом Родионова          | Милана Давыдова                                              | 2016—2017   |
| Издательский дом "Журнал «Компания» | Милана Давыдова                                              | 2019 — н.в. |